# Mayra Duhalde
Mayra Duhalde fue una bailarina y actriz argentina.

## Carrera
Figura sexy de los años 50, Mayra Duhalde brilló por su sensual belleza más que por sus dotes para la danza como partiquina del ballet clásico de la malograda bailarina chilena Ana Itelman. Luego pasó a la pantalla grande en películas como Vida nocturna, junto a José Marrone, Guillermo Battaglia, Tato Bores, Olinda Bozán, Santiago Gómez Cou y Maruja Montes; y en su papel de contrafigura de Lolita Torres en el film Más pobre que una laucha.
Luego de la Revolución Libertadora comadada por Eduardo Lonardi que derrocó el gobierno del presidente Juan Domingo Perón en 1955, se exilió a México junto a su entonces marido quien era un familiar cercano de Perón.
Perteneció al grupo de actrices quer formaron parte de las Femme Fatale de aquellas épocas del cine sonoro, como Morenita Galé, Beba Bidart, Elsa del Campillo, Herminia Franco, Xénia Monty, Nélida Romero y Julia Sandoval, entre otras.

## Filmografía
- 1955: Vida nocturna.
- 1955: El festín de Satanás.
- 1955: Más pobre que una laucha.

## Teatro
- Poof, junto a Norma Beltrán, Irma Catelar, Julio De Grazia, Eduardo Espinoza, Pablo Guetufian, Ricardo Kaul, Jorge Lleonart, Martha Oliden, Ignacio Quirós, Jorge Rivera López, María Elina Rúas, Ramón Ruiz Alen, Emilio Sozzani y José Vaccaro.[2]
- El amor de Barba Azul (1954), con Alberto Closas, Malisa Zini y Héctor Méndez.[3]